# Parque das Nações
 (novembre 2018).
Si vous disposez d'ouvrages ou d'articles de référence ou si vous connaissez des sites web de qualité traitant du thème abordé ici, merci de compléter l'article en donnant les références utiles à sa vérifiabilité et en les liant à la section « Notes et références ».
Le Parque das Nações (« Parc des Nations »), anciennement Zona de Intervenção da Expo (« Zone d'intervention de l'Expo »), est le quartier de Lisbonne où s'est tenue l'Exposition internationale de 1998 sur le thème « les océans, un patrimoine pour le futur ».
Elle comprend également toute la zone sous administration de la SA ParqueExpo. Cette zone est devenue un centre d'activités culturelles et un nouveau quartier de la ville. La population est estimée entre 15 000 et 25 000 habitants. Cette zone, située à l'est de la ville, était une zone industrielle dans les années 1990. Elle trouva un nouvel essor à la suite du projet d'urbanisation et de requalification urbaine, avec des bâtiments de style contemporain.
Entre autres exemples d'architecture, figurent :
- les coupoles de la Gare do Oriente, dessinées par l'architecte Santiago Calatrava ;
- le Pavillon du Portugal, conçu par Álvaro Siza Vieira (ce bâtiment est le lieu de divers événements organisés par la ville) ;
- le Pavillon de la connaissance, musée moderne sur les sciences et les techniques, qui propose plusieurs expositions interactives ;
- un Téléphérique, qui transporte les visiteurs d'un point à l'autre de la zone de l'ancienne exposition ;
- l'emblématique Torre Vasco da Gama, l'édifice le plus élevé de la ville ;
- l'aquarium construit pour l'Expo 98, l'Oceanário ;
- le centre commercial moderne Vasco de Gama.

Légalement, le Parque das Nações se divise en trois entre la freguesia de Santa Maria dos Olivais, le Concelho de Lisbonne et celui de Moscavide e Sacavém, le Concelho de Loures. Une partie de la population défendent la création d'une Freguesia do Oriente au sein du Concelho de Lisbonne qui engloberait les trois zones sous son administration.

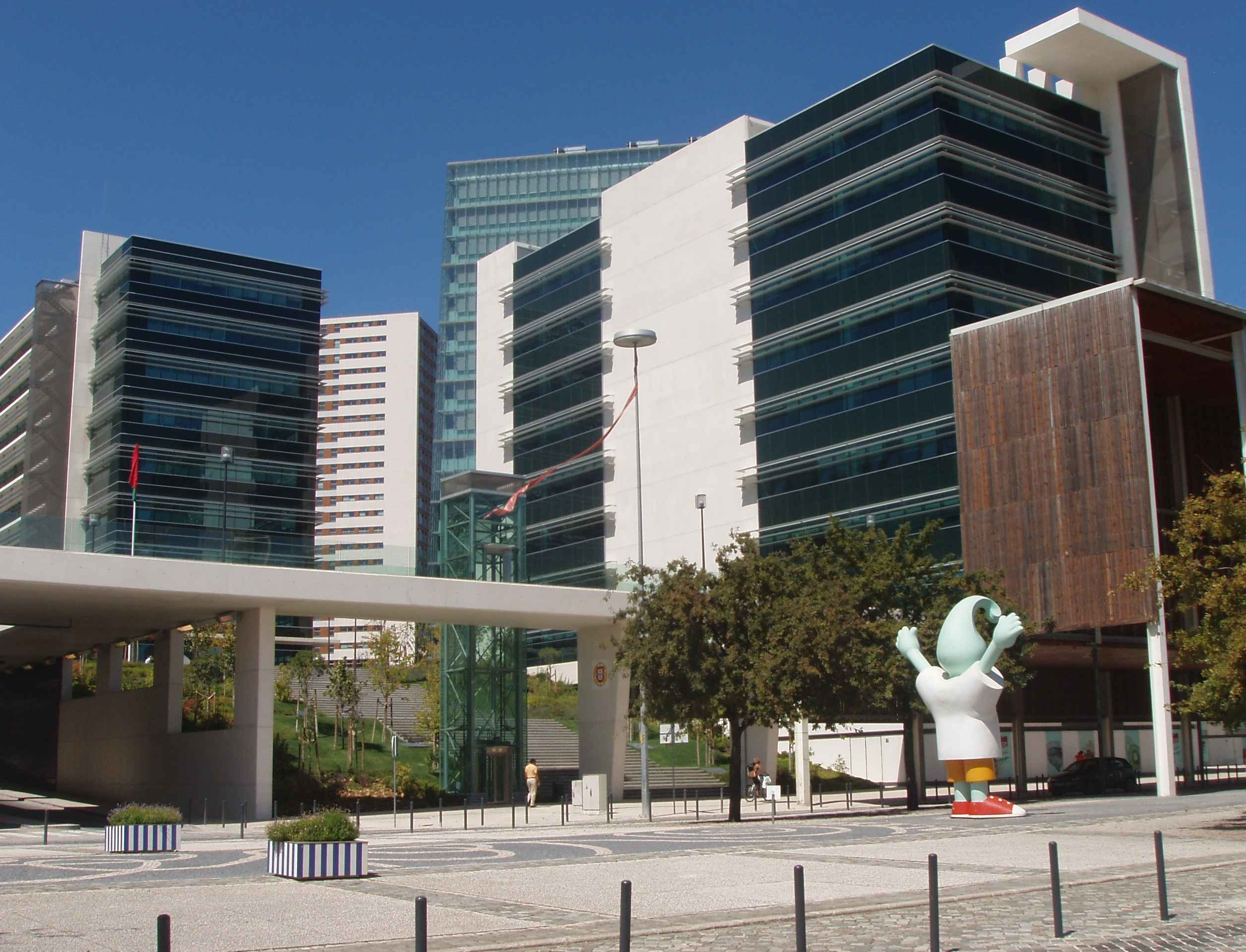
Parque das Nações, à Lisbonne (anciennement site de l'Expo Universelle de 1998), au premier plan, on aperçoit la mascotte de l'expo

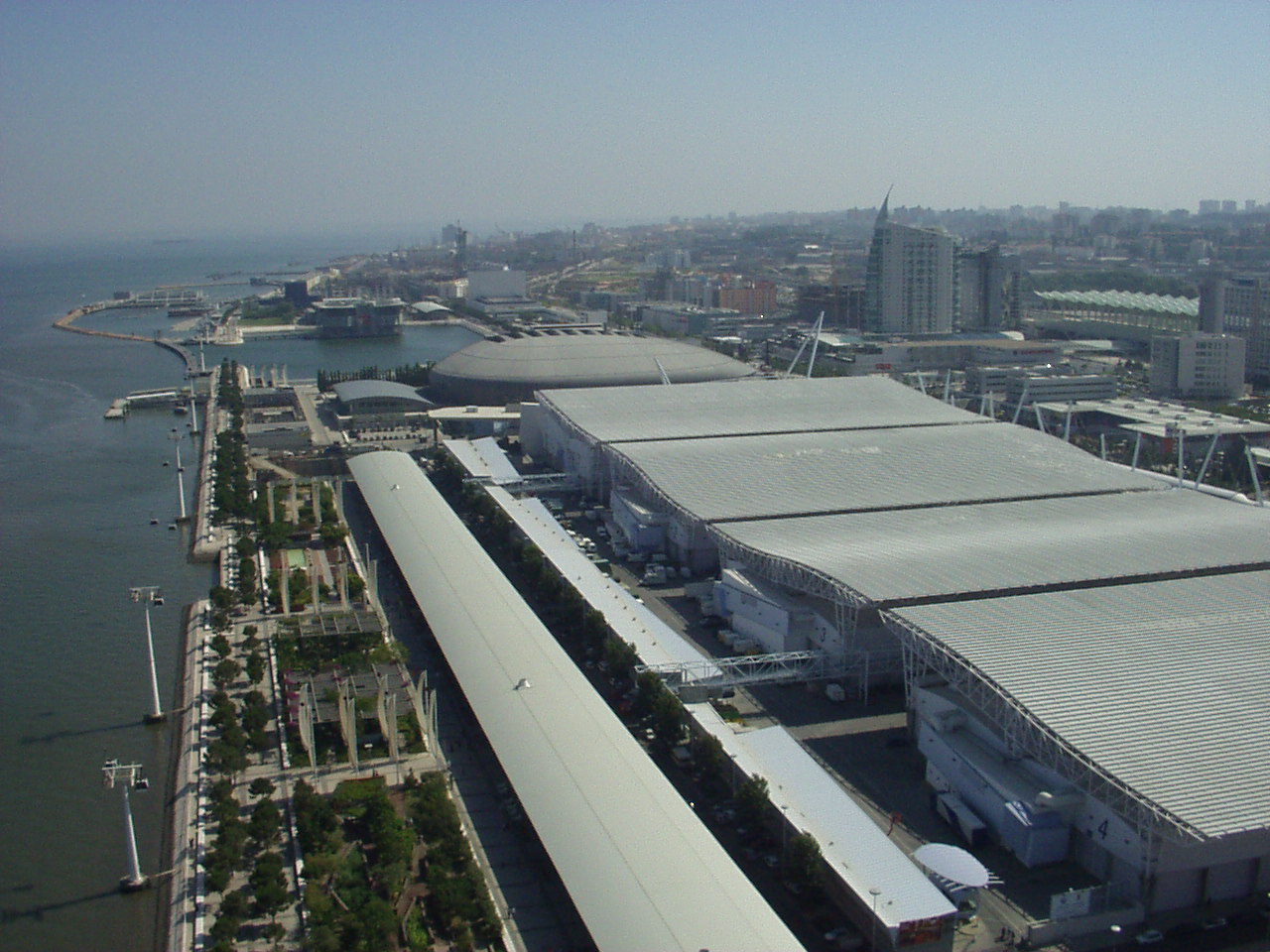
Vue globale du Parc des Nations

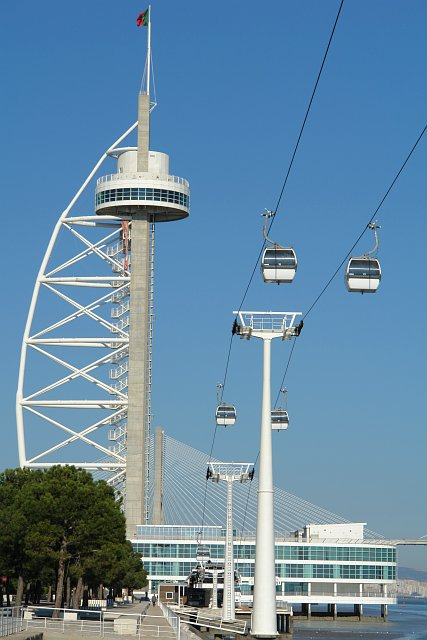
La Tour Vasco de Gama en 2005.